# Bezzia brevicornis
Bezzia brevicornis är en tvåvingeart som först beskrevs av Jean-Jacques Kieffer 1917.  Bezzia brevicornis ingår i släktet Bezzia och familjen svidknott.
Artens utbredningsområde är Paraguay. Inga underarter finns listade i Catalogue of Life.